# Hobbe Baerdt van Sminia (1730-1813)
Hobbe Baerdt van Sminia (Leeuwarden, 8 december 1730 - Bergum, 25 februari 1813) was een Nederlands bestuurder.

## Biografie
Hobbe was een zoon van Jetze van Sminia (1703-1771), secretaris van de Staten van Friesland, en Wiskje van Haersma (1706-1786). Hobbe was een telg van de familie Van Sminia.
Na grietman van de grietenij Aengwirden te zijn geweest, werd Van Sminia grietman van Tietjerksteradeel. Daarnaast was hij lid van de Admiraliteit van Friesland en Rotterdam. Nadat hij in 1795 uit zijn functies was gezet en gevangengenomen werd, besloot hij geen ambt meer te zullen aanvaarden.
Via zijn vader erfde Van Sminia de Haersma State te Eastermar en via de familie van zijn vrouw kwam hij in het bezit van het Hooghuis te Bergum.

## Huwelijk en kinderen
Van Sminia trouwde op 9 april 1758 te Bergum met Louise Albertina van Glinstra, dochter van Hector van Glinstra en Eritia van Glinstra. Zij kregen samen onder anderen de volgende kinderen: 
1. Jetze van Sminia (1759-1814), generale ontvanger en vrederechter.
2. Eritia Titia van Sminia (1760-1826), trouwde met haar neef Jetze van Sminia, drost van Tietjerksteradeel, Idaarderadeel en Leeuwarderadeel en later van Tietjerksteradeel en Achtkarspelen.
3. Titia Apollonia van Sminia (1760-), tweelingzus van Eritia Titia.
4. Wiskjen van Sminia (1761-1762), jong overleden.
5. Hector van Sminia (1763-1816), trouwde met Wiskje van Haersma, dochter van Daniël de Blocq van Haersma en Maria Wybrandi. Hector was advocaat en grietman van Idaarderadeel.
6. Willem Livius van Sminia (1769-1822), trouwde met Eritia Christina van Vierssen, dochter van Hessel Jetse van Vierssen en Lucia Wilhelmina van Glinstra. Willem Livius was Statenlid en grietman van Tietjerksteradeel.